# Liste des cascades du massif des Vosges
| Nom                      | Commune                             | Département           | Coordonnées                 | À proximité de           |
| ------------------------ | ----------------------------------- | --------------------- | --------------------------- | ------------------------ |
| Cascade d'Alfeld         | Sewen                               | Haut-Rhin             | 47° 49′ 14″ N, 6° 52′ 18″ E | Lac d'Alfeld             |
| Cascade de l'Andlau      | Le Hohwald                          | Bas-Rhin              | 48° 24′ 01″ N, 7° 18′ 04″ E | Champ du Feu             |
| Cascade du Ballon        | Lautenbachzell                      | Haut-Rhin             | 47° 55′ 16″ N, 7° 05′ 27″ E | Lac du Ballon            |
| Cascade de Battion       | Rochesson                           | Vosges                | 48° 01′ 22″ N, 6° 48′ 52″ E |                          |
| Cascade du Bockloch      | Kruth                               | Haut-Rhin             | 47° 57′ 52″ N, 6° 57′ 19″ E | Lac de Kruth-Wildenstein |
| Saut du Bouchot          | Gerbamont et Sapois                 | Vosges                | 48° 00′ 38″ N, 6° 45′ 19″ E |                          |
| Saut de la Bourrique     | Gérardmer                           | Vosges                | 48° 02′ 49″ N, 6° 50′ 40″ E | Col de Sapois            |
| Cascade du Bruscher      | Ranspach                            | Haut-Rhin             | 47° 54′ 35″ N, 7° 02′ 02″ E | Markstein                |
| Cascade du Bubalafels    | Moosch                              | Haut-Rhin             | 47° 50′ 45″ N, 7° 01′ 25″ E | Rossberg                 |
| Cascade Charlemagne      | Xonrupt-Longemer                    | Vosges                | 48° 03′ 10″ N, 6° 59′ 26″ E | Lac de Retournemer       |
| Saut de la Cuve          | Saint-amé et Le Syndicat            | Vosges                | 48° 01′ 58″ N, 6° 40′ 26″ E |                          |
| Saut des Cuves           | Gérardmer et Xonrupt-Longemer       | Vosges                | 48° 05′ 04″ N, 6° 54′ 39″ E |                          |
| Saut de la Cuvotte       | Lepuix                              | Territoire de Belfort | 47° 46′ 55″ N, 6° 50′ 03″ E | Ballon d'Alsace          |
| Cascade de l'Erzenbach   | Steinbach                           | Haut-Rhin             | 47° 50′ 12″ N, 7° 07′ 34″ E | Molkenrain               |
| Cascade de Faymont       | Le Val-d'Ajol                       | Vosges                | 47° 57′ 08″ N, 6° 30′ 59″ E |                          |
| Cascade du Gazon Vert    | Storckensohn                        | Haut-Rhin             | 47° 51′ 19″ N, 6° 55′ 35″ E | Tête des Perches         |
| Cascade du Géhard        | Le Val-d'Ajol et Girmont-Val-d'Ajol | Vosges                | 47° 57′ 32″ N, 6° 33′ 22″ E |                          |
| Cascade du Gué du Saut   | Xertigny                            | Vosges                | 47° 59′ 53″ N, 6° 24′ 07″ E |                          |
| Cascade du Heidenbad     | Wildenstein                         | Haut-Rhin             | 47° 58′ 59″ N, 6° 57′ 47″ E | Lac de Kruth-Wildenstein |
| Cascade du Kletterbach   | Lautenbachzell                      | Haut-Rhin             | 47° 55′ 06″ N, 7° 06′ 52″ E | Lac du Ballon            |
| Cascade de la Lauch      | Lautenbachzell et Linthal           | Haut-Rhin             | 47° 56′ 03″ N, 7° 03′ 00″ E | Lac de la Lauch          |
| Cascade de Longeligoutte | Fresse-sur-Moselle                  | Vosges                | 47° 51′ 24″ N, 6° 47′ 52″ E | Étang du Frac            |
| Cascade de Mérelle       | Gérardmer                           | Vosges                | 48° 03′ 42″ N, 6° 50′ 16″ E |                          |
| Cascade de Miraumont     | Saint-Étienne-lès-Remiremont        | Vosges                | 48° 01′ 31″ N, 6° 37′ 21″ E |                          |
| Cascade des Molières     | Saint-Dié                           | Vosges                | 48° 18′ 53″ N, 6° 59′ 32″ E |                          |
| Cascade du Nideck        | Oberhaslach                         | Bas-Rhin              | 48° 34′ 45″ N, 7° 17′ 03″ E | Château du Nideck        |
| Saut de l'Ognon          | Servance                            | Haute-Saône           | 47° 48′ 31″ N, 6° 40′ 36″ E |                          |
| Cascade de l'Ours        | Bussang                             | Vosges                | 47° 52′ 14″ N, 6° 51′ 39″ E |                          |
| Cascade de la Pissoire   | Vagney                              | Vosges                | 48° 03′ 00″ N, 6° 44′ 44″ E |                          |
| Cascade de Retournemer   | Xonrupt-Longemer                    | Vosges                | 48° 03′ 29″ N, 6° 58′ 55″ E | Lac de Retournemer       |
| Cascade du Rudlin        | Le Valtin et Plainfaing             | Vosges                | 48° 06′ 37″ N, 7° 02′ 47″ E |                          |
| Cascade du Rummel        | Lepuix                              | Territoire de Belfort | 47° 48′ 15″ N, 6° 49′ 48″ E | Ballon d'Alsace          |
| Cascade du Rundstein     | Le Valtin                           | Vosges                | 48° 05′ 24″ N, 7° 01′ 40″ E |                          |
| Cascade Saint-Nicolas    | Kruth et Oderen                     | Haut-Rhin             | 47° 55′ 11″ N, 6° 57′ 25″ E | Lac de Kruth-Wildenstein |
| Cascade de la Serva      | Neuviller-la-Roche                  | Bas-Rhin              | 48° 25′ 26″ N, 7° 15′ 33″ E | Champ du Feu             |
| Grande Cascade de Tendon | Tendon et Le Tholy                  | Vosges                | 48° 05′ 54″ N, 6° 41′ 51″ E |                          |
| Petite Cascade de Tendon | Tendon                              | Vosges                | 48° 06′ 39″ N, 6° 40′ 52″ E |                          |
| Saut de la Truite        | Lepuix                              | Territoire de Belfort | 47° 48′ 00″ N, 6° 49′ 54″ E | Ballon d'Alsace          |
| Cascade de la Wormsa     | Metzeral                            | Haut-Rhin             | 48° 01′ 17″ N, 7° 01′ 42″ E | Lac de Fischboedle       |